# Población con antecedentes migratorios
La población con antecedentes migratorios es un término sociodemográfico y estadístico originado en Alemania (en alemán Bevölkerung mit Migrationshintergrund) para determinar a un segmento de la población que ha adquirido la nacionalidad alemana, es decir que no ha nacido con ella, o que al menos uno de sus progenitores no posee dicha nacionalidad. El concepto es aplicado como tal para la publicación de cifras oficiales sobre censos y movimientos migratorios también en otros países europeos, como Finlandia, Austria, los Países Bajos, Islandia y Suiza, así como también en Canadá en América. En algunos países de la anglosfera, como Estados Unidos, Reino Unido y Australia se utiliza de manera similar el concepto de población nacida en el extranjero (en inglés foreign-born population), aunque con diferencias cualitativas en los criterios, debido a que por lo general incluye a todo residente que haya nacido fuera del país, independientemente de su estatus migratorio o si fue nacionalizado en ese país. 

## Definición alemana

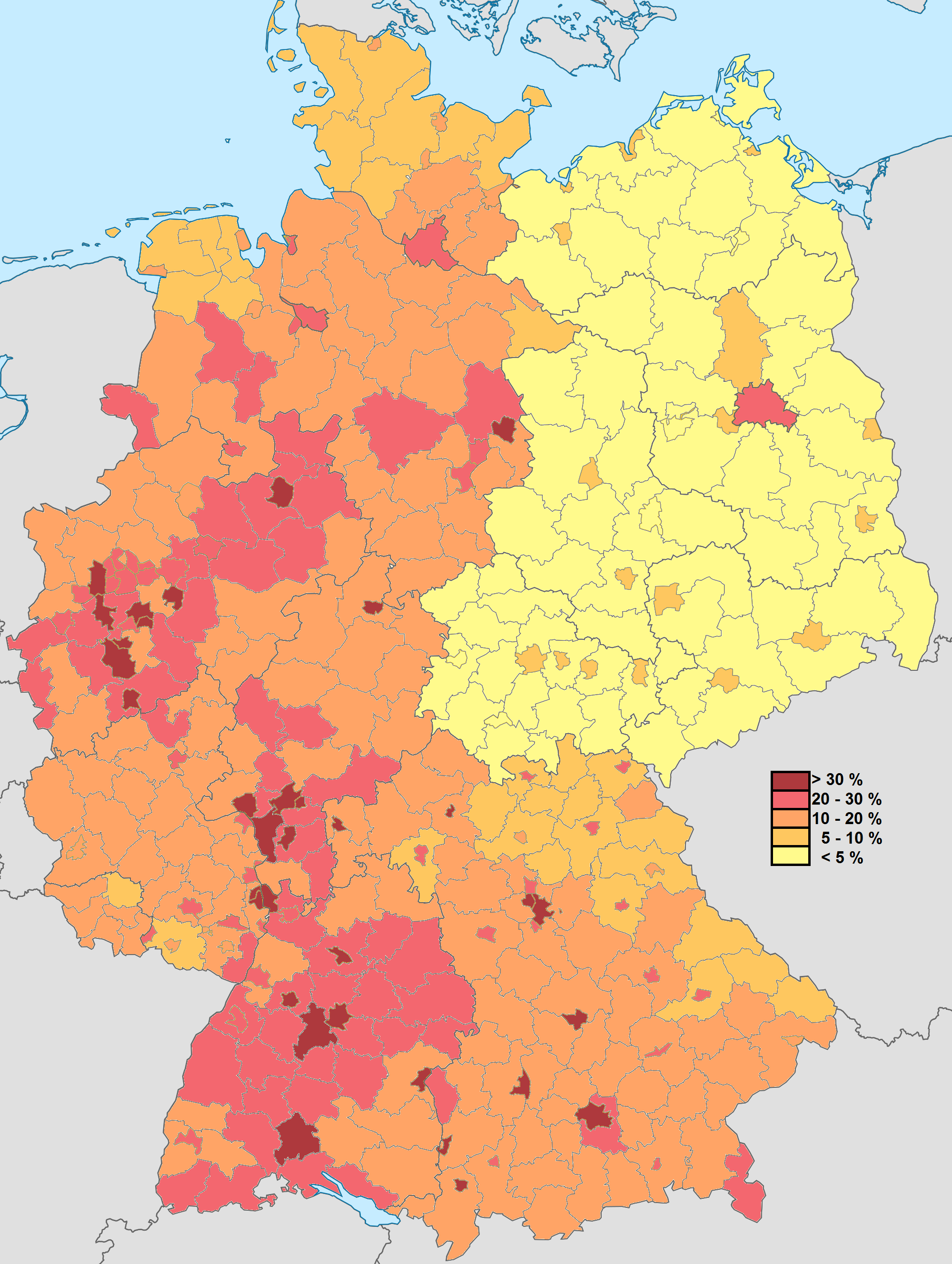
Mapa de Alemania con el porcentaje de la población con antecedentes migratorios de acuerdo al censo alemán de 2011.

De acuerdo a la Oficina Federal de Estadística alemana, una persona con antecedentes migratorios se define de la siguiente forma:

«Todo aquel que haya emigrado al actual territorio de Alemania, así como cualquier extranjero nacido en Alemania y cualquier alemán nacido en Alemania con al menos un progenitor que haya emigrado a partir de 1949 o nacido extranjero en Alemania».
Statistisches Bundesamt

### Generalidades
- Todo extranjero que haya sido naturalizado alemán después de 1949 es considerado como «alemán con antecedentes migratorios».
- Los extranjeros que emigraron a Alemania antes de 1949 pero que no se nacionalizaron alemanes, son personas con antecedentes migratorios pero no son considerados como «alemán de origen inmigrante».
- Las personas de nacionalidad alemana que emigraron a Alemania son considerados como «alemanes de origen inmigrante»: son los Spätaussiedler, alemanes étnicos asentados por generaciones en Europa del Este, el Imperio ruso o la posterior Unión Soviética, como también a un hijo de ambos progenitores alemanes que ha nacido en el extranjero.
- A un menor de edad se le considera con antecedentes migratorios incluso si solo uno de sus progenitores es extranjero o ha nacido en el extranjero y emigró después de 1949. A partir de la enmienda a la ley de nacionalidad alemana (Staatsangehörigkeitsrecht § 4 Abs.3 StAG) que entró en vigor a partir del 1 de enero de 2000, un niño nacido en Alemania de dos padres extranjeros es alemán, si uno de los padres tiene un derecho de residencia permanente y ha tenido su residencia principal en Alemania por más de ocho años. Posteriormente y una vez que cumpla su mayoría de edad, deberá decidir entre sus 18 y 23 años qué nacionalidad elige. Puede convertirse en alemán o renunciar a la nacionalidad alemana eligiendo la nacionalidad de sus padres (desde 2014, también puede, si es posible, tener doble nacionalidad).